# Brogårdsdammen, Skara
Brogårdsdammen var ett vattendrag i Skara kommun. Dammen var Skaras enda vattningsställe, och brukade på somrarna användas för att tvätta kläder. Dammen fylldes igen 1901 och ersattes med en liten plantering.
Numera ligger Skara veterinärinrättning i närheten av var dammen låg.